# 2004年夏季残疾人奥林匹克运动会巴西代表团
2004年夏季残疾人奥林匹克运动会巴西代表团是巴西派出的2004年夏季残疾人奥林匹克运动会代表团。获得14枚金牌、12枚银牌和7枚铜牌。